# 城親賢
城 親賢（じょう ちかまさ）は、戦国時代の武将。はじめ大友氏、のち島津氏家臣。

## 経歴・人物
城氏は肥後山鹿郡城村を根拠地とする菊池一族。父親冬の代から隈本城主となり、親賢は嫡子として城主を継ぐ。天正6年（1578年）耳川の戦いにて大友宗麟が島津義久勢に敗れ衰退し、隈部氏は龍造寺氏との結びつきを強めていく。肥後国内にて勢力を伸ばす龍造寺氏に脅威を感じ、同年大友氏方から島津氏方に転じる。同8年（1580年）島津勢と共に国内計策を行い甲斐宗運と戦うが敗退。翌年の天正9年（1581年）肥前竜造寺氏の侵入に屈し、年末死去。熊本市の植木市の始祖といわれる。